# Les Sœurs Wyndham
Les Sœurs Wyndham (The Wyndham Sisters : Lady Elcho, Mrs Adeane, and Mrs Tennant) est un tableau réalisé par John Singer Sargent en 1899 et actuellement conservé au Metropolitan Museum of Art de New York.

## Présentation
Cette grande huile sur toile (292,1 x 213,7 cm) représente les trois filles de l'honorable Percy Wyndham (1835-1911) et de son épouse, née Madeline Campbell : de gauche à droite, Madeline, Pamela et Mary Constance.
Le tableau, commandé à Sargent par Percy Wyndham, fut exposé en 1900 à la Royal Academy. Il reçut un accueil très favorable du public et de la critique, et le prince de Galles le surnomma « les Trois Grâces ».

## Les Wyndham

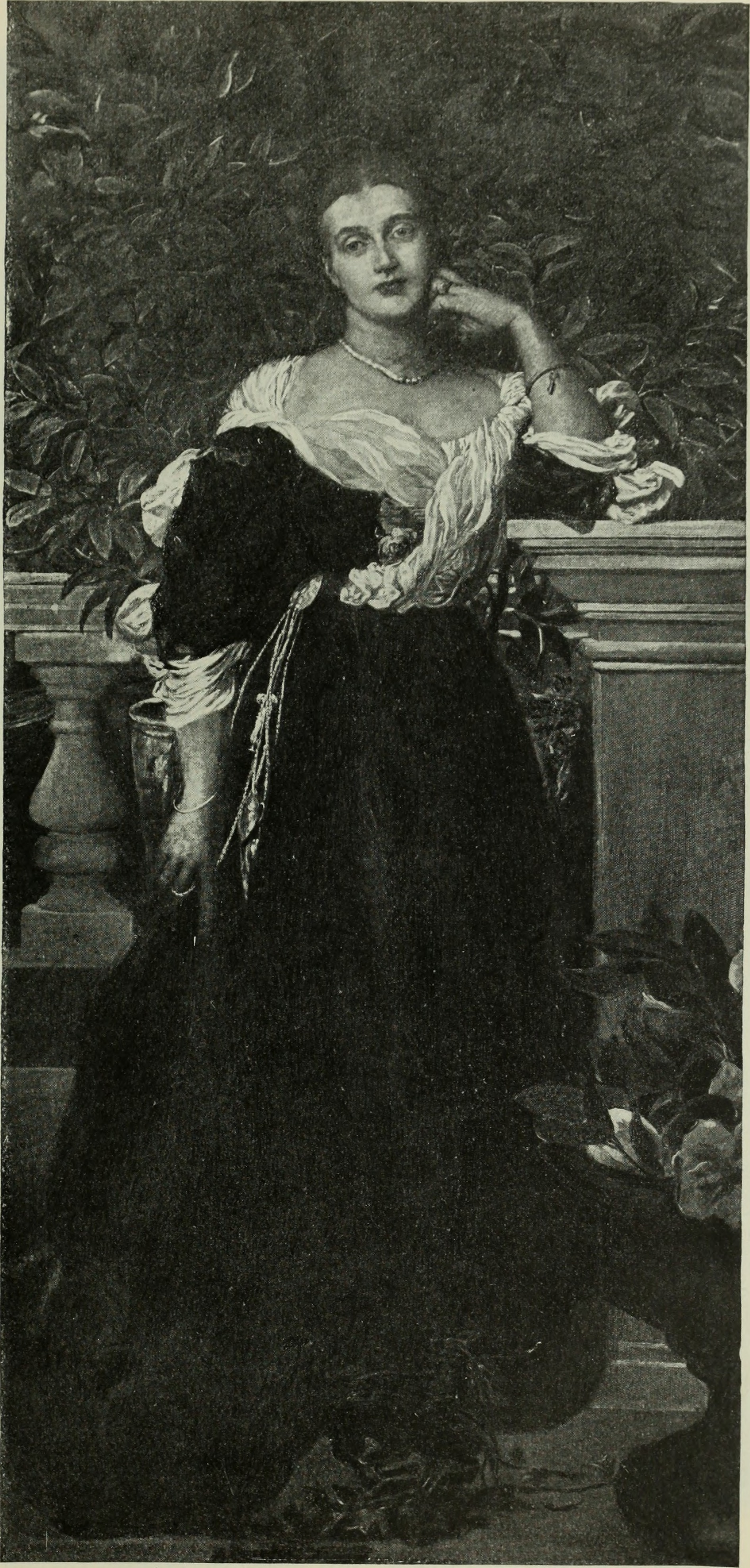
Mrs Percy Wyndham, par G. F. Watts (1887).

Le décor est celui du salon familial des Wyndham, au 44, Belgrave Square,. Au centre, on aperçoit en surplomb sur le mur du fond le portrait de leur mère peint par George Frederic Watts.
Les trois sœurs, ainsi que leurs deux frères et leurs parents, appartenaient au cénacle de The Souls, précurseur de The Coterie.
L'aînée, Mary Constance Wyndham (1862-1937), épousa Hugo Charteris (11e comte de Wemyss) et devint Lady Elcho. Ils eurent sept enfants, dont la romancière Cynthia Asquith.
Madeline (1869-1941) épousa Charles Adeane, dont elle eut sept enfants. Le musicien de jazz Humphrey Lyttelton était l'un de leurs petits-fils. 
Pamela (1871-1928) épousa en premières noces Edward Tennant, 1er baron Glenconner, et eut pour fils le poète Edward Wyndham Tennant (1897-1916), le mondain David Tennant (1902-1968) et le dandy Stephen Tennant  (1906-1987). Elle se maria en secondes noces avec le diplomate Edward Grey (1er vicomte Grey de Fallodon).

## Réception critique
Présentée en 1900 à la Royal Academy, The Wyndham Sisters est saluée par la critique et surnommée « Les Trois Grâces » par le prince de Galles